# Jacques Treiner
 (mars 2024).
Jacques Treiner est un physicien théoricien. Enseignant, chercheur, ainsi que traducteur et auteur, il est notamment connu pour ses travaux de vulgarisation scientifique et son implication dans les questions d'énergie et de climat.

## Biographie
Né en 1943 à Lausanne, Jacques Treiner intègre l'École centrale Paris en 1963, suit en parallèle une formation universitaire à l'université Pierre-et-Marie-Curie, puis à l’université Paris-Sud Orsay, où il devient docteur en physique en 1981.
Entre 1967 et 2008, il est successivement enseignant-chercheur à l'université Pierre-et-Marie-Curie, puis à l'université Paris-Sud Orsay. Il est également chercheur à la Division de Physique théorique de l'Institut de physique nucléaire d'Orsay. Il est chercheur invité à l’Institut Laue-Langevin de Grenoble en 1982–1983, puis chercheur invité au Laboratoire national Lawrence-Berkeley en Californie en 1983–1984. Entre 2011 et 2016, il est enseignant à l'Institut d'études politiques de Paris. Depuis 2016, il est chercheur associé au Laboratoire interdisciplinaire des énergies de demain de l'université Paris-Diderot.
Il a été membre du bureau de la Société française de physique[Quand ?].
Par ailleurs, il a présidé le Groupe d’experts qui a rédigé les programmes de physique-chimie pour le lycée général et technologique, appliqués entre 2000 et 2011. Il a également participé de 2005 à 2008 à l’élaboration d’un programme de sciences intégrées pour le collège, intitulé « Itinéraire de questionnements scientifiques », enseigné au sein de l’École Jeannine-Manuel à Paris.

## Engagement politique
Engagé à la Ligue communiste, il est candidat aux élections législatives de 1973 dans la Sixième circonscription du Val-de-Marne.

## Activités scientifiques
Le domaine de recherche de Jacques Treiner se situe dans l’étude des fluides quantiques, plus particulièrement les noyaux atomiques et l’hélium liquide.
L’étude des propriétés statiques des noyaux,, et de leurs propriétés dynamiques (modes vibratoires) permet d’extrapoler les propriétés de la matière nucléaire,,, telle qu’on la rencontre dans la phase d’effondrement des étoiles massives qui conduit à des supernovæ.
L’hélium est le seul élément chimique qui demeure liquide au zéro absolu. Il est donc infiniment pur, ce qui en fait un fluide modèle pour la comparaison théorie/expérience. Compte tenu de la faiblesse de l’interaction interatomique hélium-hélium, il était classiquement considéré comme un liquide mouillant universel. Après la confirmation expérimentale en 1991 de la prédiction théorique de non-mouillage des surfaces de métaux alcalins lourds, les propriétés de l’hélium liquide en géométrie réduite (gouttelettes, films, milieux poreux) ont été étudiées systématiquement sur le plan théorique,,,,,,, y compris les effets de statistique quantique,, l’atome d’hélium-3 étant un fermion et l’atome d’hélium-4 un boson.

## Activités énergie/climat
Depuis le début des années 2000, Jacques Treiner s’est engagé sur les problématiques énergétiques et leurs relations avec le changement climatique. Il est membre de l’association Sauvons le climat.
Entre 2011 et 2016, il devient maître de conférences, puis professeur à l’Institut d'études politiques de Paris, il est l’auteur d’un cours sur « l'avenir de la planète : population, énergie, climat ».
Depuis 2015 à 2018, puis en 2021, il est enseignant au Master Énergie, Écologie, Société de l’université Paris-Diderot et participe, en tant que chercheur associé, aux activités du Laboratoire Interdisciplinaire des Énergies de Demain.
Depuis 2017, il est président du conseil d’experts du think tank The Shift Project.
Il co-organise tous les deux ans, depuis 2014, une session de l’École des Houches sur l’étude des scénarios de transition énergétique.

## Activités épistémologie et enseignement de la physique
En prolongement de son activité concernant l'élaboration des programmes d'enseignement de la physique/chimie au lycée, Jacques Treiner a publié un certain nombre d'articles publiés dans des revues destinées aux professeurs,,,,, et coordonné plusieurs numéros de revues publiées par le Centre National de Documentation Pédagogique, Textes et documents pour la classe, et Thémadoc,.

## Publications
Jacques Treiner est l’auteur de 65 articles scientifiques publiés dans des revues à comité de lecture,, d’une vingtaine d’articles publiés dans le Bulletin de l'union des physiciens,,,,,, revue de l’Union des professeurs de physique et de chimie, de 5 études publiées dans le bulletin de la Société française de physique, Reflets de la physique,,, et de deux articles publiés dans La Météorologie, édité par la Société météorologique de France.
L'ensemble de ses publications est consultable sur ResearchGate.

### Publications scientifiques (sélection)
1. ↑  (en) J. Dobaczewski, H. Flocard et J. Treiner, « Hartree-Fock-Bogolyubov description of nuclei near the neutron drip-line », Nucl. Phys., vol. A422,‎ 1984, p. 103-139
2. ↑  (en) K. Kolehmainen, M. Prakash, J. Lattimer et J. Treiner, « Surface and curvature properties of neutron-rich nuclei », Nucl. Phys., vol. A439,‎ 1985, p. 535-572
3. ↑  (en) P. Möller, W.D. Myers, W.J. Swiatecki et J. Treiner, « Nuclear mass formula with a finite range droplet model and a folded Yukawa single particle potential », Atomic Data and Nuclear Data Tables, vol. 39, no 225,‎ 1988
4. ↑  (en) H. Krivine, J. Treiner et O. Bohigas, « Derivation of a fluid-dynamical lagrangian and electric giant resonances », Nucl. Phys., vol. A336, no 2,‎ 1980, p. 155-184
5. ↑  (en) J. Treiner, H. Krivine, O. Bohigas et J. Martorell, « Nuclear incompressibility: from finite nuclei to nuclear matter », Nucl. Phys., vol. A371,‎ 1981, p. 253-287
6. ↑  (en) X. Vinas, M. Barranco, S. Stringari et J. Treiner, « The incompressibility of hot, neutron-rich nuclear matter », Astron. Astrophys., vol. 182,‎ 1987, L34-L36
7. 1 2 3  (en) J. Treiner et N. Pavloff, « He-3 impurity states on liquid He-4: from thin films to the bulk surface », J. Low Temp. Phys., vol. 83,‎ 1991, p. 331-349
8. ↑  (en) S. Stringari et J. Treiner, « Systematics of helium clusters », J. Chem. Phys., vol. 87,‎ 1987, p. 5021-5027
9. ↑  (en) E. Cheng, Milton W. Cole, W. F. Saam et Jacques Treiner, « Helium prewetting and nonwetting on weak-binding substrates,, M.W. Cole, W.F. Saam and J. Treiner », Phys. Rev. Lett., vol. 67, no 1007,‎ 1991
10. ↑  (en) E. Cheng, Milton W. Cole, W. F. Saam et Jacques Treiner, « Phase transitions in multilayer helium films », Physical Review B, vol. 46, no 13967,‎ 1er décembre 1992, p. 13967–13982 (DOI 10.1103/PhysRevB.46.13967, lire en ligne, consulté le 29 mars 2019) (Erratum Physical Review B, vol. 47, n°14661 (1993))
11. ↑  J. Dupont-Roc, P.J. Nacher et J. Treiner, « L'Hélium, un mouillant universel ? », La Recherche, vol. 252,‎ mars 1993
12. 1 2  (en) L. Pricaupenko et J. Treiner, « Quantum prewetting transitions in liquid He-3 », Phys. Rev. Lett., vol. 72, no 2215,‎ 1994
13. ↑  J. Dupont-Roc et J. Treiner, « Césium/Hélium : des relations d'une grande froideur », Images de la Physique,‎ 1997
14. ↑  (en) J. Dupont-Roc, M. Himbert, N. Pavloff et J. Treiner, « Inhomogeneous liquid He-4: a density functional approach with a finite range interaction », J. Low Temp. Phys., vol. 81,‎ 1990, p. 31-44
15. ↑  (en) F Caupin, M. W. Cole, S. Balibar et J. Treiner, « Absolute limit for the capillary rise of a fluid », EPL (Europhysics Letters), 82(5), 56004.,‎ (2008). (lire en ligne)

### Publications énergie/climat
1. ↑  J. Treiner, « Énergies de stock/énergies de flux », Bulletin de l’UDPPC, vol. 112,‎ janvier 2018, p. 1
2. ↑  J. Treiner, « Jouer avec les chiffres du climat : une approche par budget carbone », Reflets de la physique, vol. 43,‎ mars 2015, p. 46 (DOI 10.1051/refdp/201543046, lire en ligne)
3. ↑  S. Bouneau, S. David, O. Méplan, J.M. Loiseaux et J. Treiner, « Construction simplifiée d’un monde énergétique en 2050 », Reflets de la physique, vol. 36,‎ octobre 2013, p. 30 (DOI 10.1051/refdp/201336030, lire en ligne)
4. ↑  Colloque Energie et climat : aurons-nous le temps ? Mairie de Paris, 26 septembre 2005, en partenariat avec la Société française de physique. Intervenants : Jean-Marc Jancovici, Sylvain David, Patrick Criqui, Alexandre Rojey, Yves Le Bars, Benjamin Dessus, Yves Cochet.
5. ↑  J. L. Dufresne et J. Treiner, « L’effet de serre atmosphérique : plus subtil qu’on ne le croit », La Météorologie, vol. 72,‎ février 2011, p. 31

### Épistémologie et enseignement de la physique
1. 1 2  P. Coullet, M. Monticelli et J. Treiner, « L’algorithme de Newton-Hooke », Bulletin de l’UDPPC, no 98,‎ février 2004, p. 1 (lire en ligne). Publié simultanément dans le bulletin de l'Association des professeurs de mathématiques de l'enseignement public (APMEP)
2. 1 2  J. Treiner, « Boltzmann, toujours », Bulletin de l’UDPPC, vol. 108,‎ février 2014, p. 213
3. 1 2  J. Treiner, « Faits et valeurs : place de la connaissance dans le débat public », Bulletin de l’UDPPC, vol. 106,‎ octobre 2012, p. 943
4. 1 2  J. Treiner, « Qui a découvert la fission nucléaire ? », Bulletin de l’UDPPC, vol. 984,‎ mai 2016, p. 621
5. 1 2  J. Treiner, « Les rapports maths/physique au lycée », Bulletin de l’UDPPC, vol. 108,‎ janvier 2018, p. 1
6. 1 2  J. Treiner, « Que faire de la peur ? A propos du Grenelle des ondes », Reflets de la physique, vol. 16,‎ octobre 2009, p. 23 (DOI 10.1051/refdp/2009020, lire en ligne)
7. ↑  « 1905, les trois percées d'Einstein », sur CNDP Thém@doc, 2005 (consulté le 9 mai 2019)
8. ↑  « Énergie et climat », Textes et Documents, no 914,‎ 15 avril 2006 (résumé)
9. ↑  « Le mouvement brownien tous azimuts », sur CNDP Thém@doc, 2006 (consulté le 9 mai 2019)
10. ↑  « Le chaos déterministe », sur CNDP Thém@doc, 2007 (consulté le 9 mai 2019)

### Livres universitaires
- Jacques Treiner et Marie May, Toute la physique PCEM, Paris, Éd. Vuibert, 2000, 391 p. (ISBN 2-7117-5254-2 et 978-2-71175-254-6)
- J. Treiner et H. Krivine, La physique statistique en exercices (niveau L3-M1), Paris, Éd. Vuibert, 2016 (1re éd. 2008), 327 p. (ISBN 978-2-7117-2080-4 et 2-71172-080-2)

### Vulgarisation scientifique, essais
- Jacques Treiner, Quel est l’âge de la Terre ?, Paris, Éd. Le Pommier, 2011, 61 p. (ISBN 978-2-7465-0563-6 et 2-74650-563-0), version augmentée publiée sous le titre L'âge de la Terre, Paris, Ed. Le pommier, 2022.
- Jacques Treiner, Un peu de science, ça ne peut pas faire de mal (Recueil de chroniques radiophoniques), Paris, Éd. Cassini, juillet 2017, 191 p. (ISBN 978-2-84225-176-5 et 2-84225-176-8)
- Jacques Treiner, Un peu de science, ça ne peut pas faire de mal, vol. 2 (Recueil de chroniques radiophoniques), Paris, Éd. Cassini, avril 2019, 224 p. (ISBN 978-2-84225-224-3)

### Traductions
- Naomi Oreskes et Erik Conway (trad. Jacques Treiner), Les Marchands de doute, Éd. Le Pommier, 2012, 523 p. (ISBN 978-2-7465-0567-4 et 2-7465-0567-3)
- Clive Hamilton (trad. Jacques Treiner et Françoise Gicquel), Requiem pour l'espèce humaine, Presses de Sciences Po, 2013 (ISBN 978-2-7246-1401-5 et 2-7246-1401-1)
- David Deutsch (trad. de l'anglais par Jacques Treiner et Françoise Gicquel), Le Commencement de l’infini, Paris, Cassini, 2016, 518 p. (ISBN 978-2-84225-215-1)
- Kerry Emanuel (trad. Jacques Treiner), Le Climat, tout simplement, Éd. Le Pommier, 2019
- Vaclav Smil, (trad. Jacques Treiner et Françoise Giicquel), Comme fonctionne vraiment le monde, Ed. Cassini, 2024

## Films, pièces de théâtre

### Films scientifiques

#### Phases et changement de phase(1997)
Ce documentaire de 34 minutes, fruit d’une collaboration entre l’université Pierre-et-Marie-Curie et le Palais de la Découverte, est construit à partir d’une expérience de démonstration de la salle de thermodynamique du Palais de la Découverte. En branchant une pompe aspirante sur un vase Dewar contenant de l’azote liquide, on explore la courbe d’équilibre liquide-vapeur jusqu’au point triple puis, après disparition de la phase vapeur, la courbe d’équilibre liquide-solide. Une simulation numérique permet de faire le lien entre approche microscopique et observation macroscopique. Dans la dernière partie du documentaire, tournée au laboratoire Kamerlingh Onnes à Leyde, on évoque avec Giorgio Frossatti la liquéfaction de l’hélium, obtenue en 1908, l’absence de point triple due à un effet quantique, et la découverte de la supraconductivité en 1911.

#### La physique dans le frigo(1999)
Ce documentaire évoque l’ensemble des théories physiques permettant de construire les divers appareils que l’on trouve dans une cuisine moderne. On s’attarde ensuite sur le principe de fonctionnement d’un réfrigérateur, qui permet d’effectuer un transfert (non spontané) de chaleur d’une source froide (l’intérieur de l’appareil) à une source chaude (la cuisine).

#### La dissonance(2000)
Y a-t-il un fondement physique objectif à la notion musicale de dissonance ? L’évolution de la musique occidentale peut-elle se mesurer à l’acceptation de plus en plus de dissonances ? La musique est-elle parvenue à se passer de l’alternance consonance/dissonance ? Ces questions sont discutées, avec illustrations au piano, par Jean-François Zygel.

### Pièces de théâtre

#### Fission(2010)
Cette pièce, co-écrite avec Olivier Treiner, produite par le théâtre de la Reine Blanche (Paris) et jouée du 8 avril au 22 juin 2016, a pour cadre un épisode de la Seconde Guerre mondiale, appelé opération Epsilon : l'arrestation et la mise au secret de dix physiciens allemands, principaux responsables scientifiques du projet de bombe nucléaire allemand, dans un manoir situé près de Cambridge, à Farm Hall, de juillet à décembre 1945. L'annonce de l'explosion d'une bombe nucléaire américaine à Hiroshima déclenche chez eux incrédulité, horreur et honte – y compris celle d'avoir été vaincu en tant que physicien en plus de l'avoir été en tant qu'Allemand. Les transcriptions des conversations permettent de suivre l’élaboration d’une reconstruction mensongère d’un passé devenu insupportable et dont il est urgent de se débarrasser : bien que du côté du Mal, les physiciens allemands n'auraient pas vraiment décidé de faire la bombe – alors que les conversations montrent sans ambiguïté que les scientifiques allemands ont fait ce qu’ils ont pu pour construire un réacteur nucléaire, première étape devant conduire à une bombe, et que par de nombreux aspects, la légendaire efficacité allemande n’avait pas fonctionné, tant du point de vue de la physique que celui de l’organisation d’un grand projet à caractère industriel (la bombe américaine a mobilisé environ 100 000 personnes et a coûté 2 milliards de dollars US).
La pièce replace cet épisode dans un contexte plus large : depuis la découverte de la fission nucléaire en décembre 1938 à Berlin, et au rôle qu’y a joué Lise Meitner, jusqu’au Manifeste de Göttingen de 1957 dans lequel les physiciens allemands se déclarent hostiles à ce que l’Allemagne devienne une puissance nucléaire et favorables au développement du nucléaire civil.
La pièce a été jouée au Théâtre de la Reine Blanche d'avril à juin 2016. 
La fragile singularité de l'esprit humain (2023)
Ce seul en scène, écrit à l'occasion de son 80ème anniversaire, évoque les conditions socio-culturelles nécessaires à la création humaine, qu'il s'agisse de production de connaissance ou de création artistique, à savoir, une liberté jubilatoire de penser. Le propos est illustré par quelques exemples en histoire des sciences, et souligne le danger à venir de repliement des sociétés face aux dérèglements climatiques et aux contraintes qu'ils vont engendrer : la pratique d'une logique de canot de sauvetage.